# Meagen Fay
Meagen Fay (Joliet, 1957) es una actriz estadounidense.
Originaria de Chicago, durante principios de la década de 1980 Fay fue integrante del reparto del teatro The Second City. Su primer papel en televisión fue en la serie Ohara (1987).
Fay comenzó a demostrar su talento en la comedia cuando participó como protagonista invitada en varios shows de los '80 y '90 como Thirtysomething, Roseanne, Mad About You, Seinfeld, Dharma and Greg, Gilmore Girls, Suddenly Susan, Charmed y Freaks and Geeks.
Coprotagonizó las series Carol & Company (1990-91) y Tales of the City (1993), y apareció en películas como Dirty Rotten Scoundrels (1988), Barton Fink (1991), Rising Sun (1993) y Magnolia (1999). En el año 2004 protagonizó la miniserie Kingdom Hospital, creada por Lars von Trier y Stephen King.
Más recientemente Fay ha tenido papeles recurrentes en Malcolm in the Middle y The Bernie Mac Show, y ha participado como invitada en Six Feet Under, Nip/Tuck y Desperate Housewives.